# Cynosurus junceus
Cynosurus junceus är en gräsart som beskrevs av Svante Samuel Murbeck. Cynosurus junceus ingår i släktet kamäxingar, och familjen gräs. Inga underarter finns listade i Catalogue of Life.